# Distrito de Samanco
El Distrito de Samanco es uno de los nueve distritos que conforman la Provincia del Santa, ubicada en el Departamento de Áncash, en el Perú. Limita al norte con el distrito de Nuevo Chimbote, hacia el sur con el distrito de Casma, por el este con el distrito de Nepeña, y al oeste de la misma se encuentra el Océano Pacífico, en el que se adentra a la bahía de Samanco.

## Historia
Fue creado primero con el nombre de Primero de Junio por Ley 12294 el 15 de abril de 1955, en el gobierno del Presidente Manuel A. Odría. Su primer alcalde fue Leonidas Gonzales Arroyo. Posteriormente por Ley 12713 del 31 de enero de 1957 se cambió la denominación por Samanco.

## Centros poblados
- Besique
- San Pedrito
- La Capilla
- Los Chimus
- Huambacho el Arenal
- Huambacho la Huaca
- Santa Rosa
- vesique

## Cultivos
Entre los cultivos más importantes se destacan:
- Camote
- Maíz
- Alfalfa
- Espárragos
- Hortalizas.
- Caña de Azúcar

## Recursos Pesqueros
Se destaca la pesca de:
- Anchoveta
- Sardina
- Jurel

## Geografía
Tiene una superficie de 154,14 km².

## Leyendas Urbanas
Corresponde a la mitad sur de la Ciudad de Samanco, con la zona industrial fábricas de producción harinera y de conservas, y las playas El Enrocado y San Vicente.
Este distrito se caracteriza por tener hermosos paisajes que atraen a los visitantes, cuenta con espacios de Dunas, abundante vegetación y playas atractivas. El distrito de Samanco está zonificado en urbanizaciones como Los Pinos, Las Casuarinas, Canta Gallo, Samanco Centro, etc. Además cuenta con anexos tales como: La Capilla, Los Chimus, Huambacho la Huaca, Huambacho el Arenal, San Pedrito, Popo.
Este distrito cuenta con una moderna Plaza con un imponente monumento dedicado al pescador.

## Autoridades

### Municipales
- 2019 - 2022[2]
  - Alcalde: Arturo Yermain Molina Haro, del Movimiento Regional El Maicito.
  - Regidores:

  1. Kelly Gianina Cruz Sánchez (Movimiento Regional El Maicito)
  2. Víctor Huamán Milian (Movimiento Regional El Maicito)
  3. César Augusto Vidal Saénz (Movimiento Regional El Maicito)
  4. Gabriela Eliana Chauca Pedreros (Movimiento Regional El Maicito)
  5. Francisca Orbegozo Mora (Movimiento Independiente Regional Río Santa Caudaloso)

Alcaldes anteriores
- 2 de noviembre de 2015
  - Alcaldesa: Fanny Malqui,
- 1 de enero - 2 de noviembre de 2015
  - Alcalde: Francisco Ariza Espinoza
- 2011 - 2014
  - Alcalde: Rafael Alejandro Huamanchumo Sánchez, del Movimiento Regional Independiente Cuenta Conmigo (CC).
  - Regidores: Marlon Raúl Cervera Baca (CC), Dora Luzmila Loloy Chávez de Baltodano (CC), Roberto Daniel Naveda Pérez (CC), César Eugenio Castro Ramos (CC), Adalberto Dante Salinas Cadillo (Somos Perú).

## Alcaldes
| Alcalde                      | Inicio de Gestión | Fin de Gestión |
| ---------------------------- | ----------------- | -------------- |
| Leonidas Gonzales Arroyo     | 01/06/1955        | 21/03/1957     |
| Mario Pérez Leitón           | 22/03/1957        | 07/07/1959     |
| Pascual corcino Cueto        | 08/07/1959        | 27/05/1961     |
| Se desconoce                 | 28/05/1961        | 29/12/1962     |
| Se desconoce                 | 01/01/1964        | 31/01/1966     |
| Marcelo Isique Gonzales      | 30/12/1962        | 08/01/1963     |
| Antonio Gonzales Arroyo      | 09/11/1963        | 31/12/1963     |
| Rodolfo Krestsmer            | 02/01/1967        | 11/01/1967     |
| Aurlio Rodríguez Montañéz    | 09/09/1967        | 31/12/1969     |
| Manuel Gordillo Galindo      | 11/04/1970        | 25/03/1971     |
| Arístides Castañeda Ponciano | 20/03/1971        | 22/05/1976     |
| Gregorio Nicolás Esquives    | 23/05/1975        | 08/12/1977     |
| José Romero Urbina           | 09/12/1977        | 26/12/1977     |
| Manuel Garay Álvarez         | 27/10/1978        | 31/12/1980     |
| Víctor Díaz Lazarte          | 02/01/1981        | 31/12/1983     |
| Se desconoce                 | 02/01/1984        | 31/12/1986     |
| Carlos Echevarria Macedo     | 02/01/1987        | 31/12/1989     |
| José Romero Urbina           | 02/01/1990        | 01/03/1993     |
| Jaime Casana Escobedo        | 03/01/1993        | 05/06/1996     |
| Se desconoce                 | 1996              | 1999           |
| Se desconoce                 | 1999              | 2002           |
| Se desconoce                 | 2002              | 2006           |
| Carlos Meléndez Bismarck     | 2006              | 2009           |